# 敷知郡
- 令制国一覧 > 東海道 > 遠江国 > 敷知郡
- 日本 > 中部地方 > 静岡県 > 敷知郡

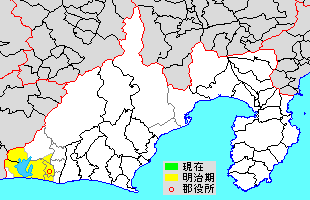
静岡県敷知郡の範囲（水色：後に他郡から編入した区域）

敷知郡（ふちぐん、ふちのこおり）は、静岡県（遠江国）にあった郡。

## 郡域
1879年（明治12年）に行政区画として発足した当時の郡域は、現在の行政区画では概ね以下の区域にあたる。
- 浜松市
  - 中央区の大部分（中田島町、寺脇町、福塚町、三島町、領家、向宿、名塚町、富吉町、天神町、佐藤、船越町、茄子町、細島町、早出町、上島、萩丘、初生町、東三方町以西）
  - 浜名区の一部（大谷以外の三ヶ日町各町）
- 湖西市の大部分（白須賀・境宿を除く）

## 歴史

### 古代
律令体制下における飛鳥・奈良時代の敷知郡は、大宝律令施行（701年）以前から成立しており、「渕評」（フチノコオリ）と呼ばれた。これは浜松市中央区伊場の伊場遺跡群から出土した木簡から判明しており、遺跡群内の「城山遺跡」付近に郡衙があったと考えられている。

### 近代以降の沿革
- 「旧高旧領取調帳」に記載されている明治初年時点での支配は以下の通り。●は村内に寺社領が、○は寺社等の除地（領主から年貢免除の特権を与えられた土地）が存在。（2町2宿141村）

| 知行         | 知行                   | 村数     | 村名 |
| ------------ | ---------------------- | -------- | --- |
| 幕府領       | 幕府領                 | 1宿 6村  | ●舞坂宿、●馬郡村、●坪井村、長十受新田、●東市場村、岡崎村新田、新所村新田 |
| 幕府領       | 旗本領                 | 16村     | ●志都呂村、●大久保村、●○山崎村、●○大人見村、●○古人見村、●伊左地村、●只木村、●○摩訶耶村、●大福寺村、長根村、●平山村、●岡本村、●花蔵寺村（詳細不明）、●古見村、●中川尻村、●○新所東方村、●鷲津村 |
| 藩領         | 遠江浜松藩             | 2町 81村 | ●○浜松城下、●寺島八幡地、○野口村、細島新田、○谷上村、早出村、●○馬込村、○船越一色村、○佐藤一色村、茄子一色村、東追分村、西追分村、○米津村、○小沢渡村、○堤村、●新橋村、○法枝村、○田尻村、●浅田村、○明神野村、東明神野村、十軒新田、●○島之郷村、●○上島村、●助信村、一本杉村、●高林村、●○新津村、●中沢村、上池川村、●○下池川村、●○白羽村、●○中田島村、○福塚村、●○寺脇村、●○瓜内村、●○三島村、●○馬領家村、○上中島村、○楊子村、福地村、●○向宿村、●増楽村、●○若林村、○東若林村、●○富塚村、小藪村、馬生村、富新屋村、馬船村、段子川村、不遣村、寸田ヶ谷村、●東鴨江村、●○伊場村、●入野村、蜆塚村、●西鴨江村、●○佐浜村、○須之木沢村、○東大山村、●西大山村、●大崎村、●○佐久米村、駒場村、●津々崎村、●宇志村、●三ヶ日村、●○釣村、●日比沢村、●○本坂村、●鵺代村、●下尾奈村、●上尾奈村、●大知波村、●○利木村、○横山村、●入出村、●太田村、●神座村、●○南川尻村、天神町 |
| 藩領         | 三河吉田藩             | 1宿 14村 | ●野地村、●山口村、坊瀬村、●西市場村、●西川尻村、●○岡崎村、○梅田村、●○新居宿、●中之郷村、●内山村（現・湖西市）、●橋本村、松本新田、○大倉戸新田、弥太郎新田、松山新田村 |
| 藩領         | 遠江堀江藩             | 14村     | 堀江村、●呉松村、深萩村、平松村、白洲村、上田村、細田村、乙君村、西村、内山村（現・浜松市）、和田村、●○村櫛村、高塚村、倉松村 |
| 藩領         | 遠江浜松藩・堀江藩     | 1村      | ●片草村 |
| 幕府領・藩領 | 幕府領・浜松藩         | 1村      | ○和地村 |
| 幕府領・藩領 | 幕府領・浜松藩・吉田藩 | 1村      | ●○宇布見村 |
| 幕府領・藩領 | 幕府領・浜松藩・堀江藩 | 1村      | ●○都筑村 |
| 幕府領・藩領 | 幕府領・吉田藩         | 1村      | ●○篠原村 |
| 幕府領・藩領 | 旗本領・吉田藩         | 2村      | ●○神ヶ谷村、●新所西方村 |
| その他       | 寺社領                 | 2村      | 龍禅寺村、海老塚村 |
| その他       | 寺社除地               | 1村      | 南脇村 |

- 1868年（慶応4年）

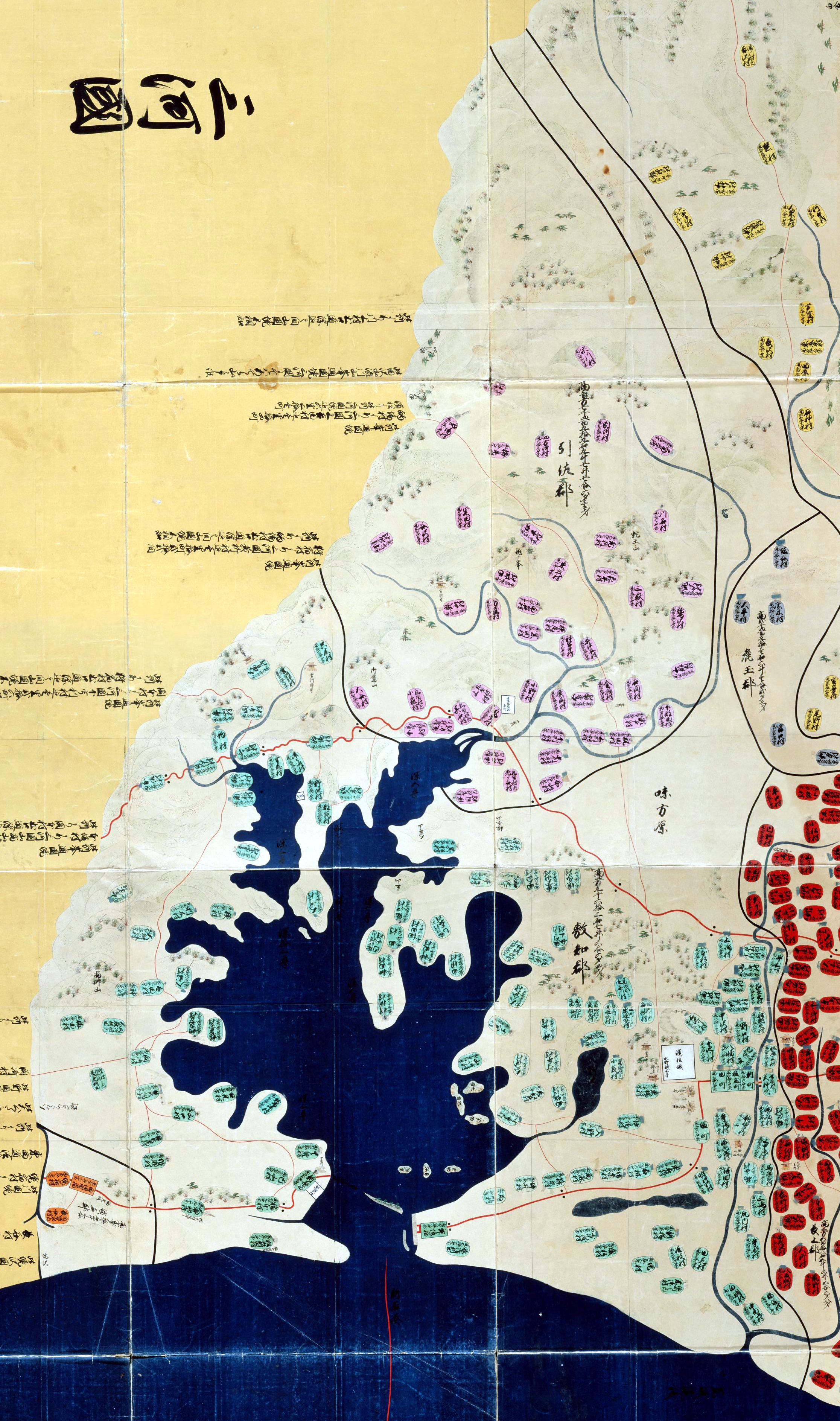
「遠江國」（『天保國繪圖』天保9年）。敷知郡は水色、隣接する浜名郡は橙色、引佐郡は桃色、豊田郡は黄色、麁玉郡は濃青色、長上郡は赤色で示されている。原図では東が上になっているが、90度右回転させて北を上にして表示している

  - 5月24日 - 徳川宗家が駿河府中藩に転封。それにともない遠江・駿河・伊豆国内で領地替えが行われ、吉田藩領が上総国望陀郡に転封、幕府領・旗本領が消滅。
  - 9月5日 - 浜松藩が上総鶴舞藩に転封。
  - 以上の変更により、堀江藩領を除く全域が府中藩の管轄となる。
- 明治初年（2町2宿137村）
  - 和地山村が起立。
  - 谷上村が消滅（詳細不明）。
  - このころ蜆塚村が入野村に、新所村新田が新所西方村に、弥太郎新田が新居宿に、片草村が西鴨江村に合併されたとみられる。
- 1869年（明治2年）8月7日 - 府中藩が静岡藩に改称。
- 1871年（明治4年）（2町2宿136村）
  - 7月14日 - 廃藩置県により静岡県、堀江県の管轄となる。
  - 11月15日 - 第1次府県統合により全域が浜松県の管轄となる。
  - このころ岡崎村新田が岡崎村に合併されたとみられる。
- 1873年（明治6年） - 南脇村が鵺代村に合併。（2町2宿135村）
- 1875年（明治8年）（2町2宿128村）
  - 東市場村・西市場村・中川尻村・南川尻村・西川尻村が合併して吉美村となる。
  - 上田村・細田村・乙君村・西村が合併して協和村となる。
  - 内山村（現・浜松市）が庄内内山村に改称。
- 1876年（明治9年）（2町2宿118村）
  - 8月21日 - 第2次府県統合により静岡県の管轄となる。
  - 東追分村・西追分村が合併して両追分村となる。
  - 馬生村・富新屋村・馬船村・不遣村・寸田ヶ谷村が合併して和合村となる。
  - 橋本村・松本新田・大倉戸新田・松山新田村が合併して浜名村となる。
  - 小藪村が富塚村に、野地村が都筑村に合併。
- 1877年（明治10年） - 大福寺村・長根村が合併して福長村となる。（2町2宿117村）
- 1879年（明治12年）
  - 3月12日 - 郡区町村編制法に基づく静岡県令甲第36号により、行政区画としての敷知郡が発足。「敷知浜名長上郡役所」が浜松高町に設置され、浜名郡・長上郡とともに管轄。
  - 新所東方村・新所西方村が合併して新所村となる。（2町2宿116村）
- 1880年（明治13年） - 三方原に三方原村が起立。（2町2宿117村）
- 1882年（明治15年）（2町2宿119村）
  - 浜松城下各町および寺島町・八幡町が浜松を冠称。
  - 八幡町のうち旧浜松藩領に浜松八幡地村が起立。
  - 浜松沢村が起立。

### 町村制以降の沿革

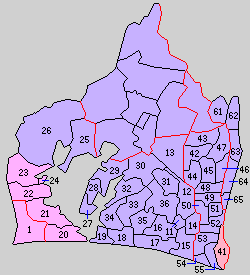
11.浜松町 12.曳馬下村 13.三方原村 14.天神町村 15.白脇村 16.浅場村 17.新津村 18.篠原村 19.舞阪町 20.新居町 21.吉津村 22.新所村 23.知波田村 24.入出村 25.東浜名村 26.西浜名村 27.村櫛村 28.南庄内村 29.北庄内村 30.和地村 31.須ノ木沢村 32.伊佐見村 33.神久呂村 34.雄踏村 35.入野村 36.富塚村（紫：浜松市 桃：湖西市 赤：磐田市 1は浜名郡 41 - 55は長上郡 61 - 65は豊田郡）

- 1889年（明治22年）4月1日 - 町村制の施行により、以下の町村が発足。特記以外は全域が現・浜松市。（3町23村）
  - 浜松町 ← 浜松旅籠町、浜松伝馬町、浜松塩町、浜松元魚町、浜松成子町、浜松菅原町、浜松栄町、浜松大工町、浜松鍛冶町、浜松平田町、浜松後道町、浜松紺屋町、浜松連尺町、浜松利町、浜松肴町、浜松神明町、浜松元城町、浜松名残町、浜松元名残町、浜松高町、浜松三組町、浜松松城町、浜松田町、浜松板屋町、浜松新町、浜松池町、浜松下垂町、浜松常盤町、浜松早馬町、海老塚村［一部］、東鴨江村［一部］、伊場村［一部］、馬込村［一部］、浅田村［一部］
  - 曳馬下村 ← 中沢村、高林村、新津村、茄子一色村、上池川村、下池川村、助信村、野口村、八幡村、船越一色村、細島新田、十軒新田、早出村、上島村、島之郷村、一本杉村
  - 三方原村（三方原村が単独村制）
  - 天神町村 ← 天神町、馬込村［大部分］、佐藤一色村、福地村、上中島村、向宿村、馬領家村、長上郡名切村、塚越村
  - 白脇村 ← 浜松寺島村、浜松八幡地村、楊子村、寺脇村、福塚村、三島村、瓜内村［大部分］、白羽村、中田島村、龍禅寺村
  - 浅場村 ← 浅田村［大部分］、明神野村、東明神野村、海老塚村［大部分］、伊場村［大部分］、東鴨江村［大部分］、若林村、東若林村、増楽村
  - 新津村 ← 法枝村、田尻村、米津村、新橋村、堤村、小沢渡村、倉松村、瓜内村［一部］
  - 篠原村 ← 篠原村、馬郡村［大部分］、坪井村
  - 舞阪町 ← 舞坂宿、長十受新田、馬郡村［一部］
  - 新居町 ← 新居宿、内山村、浜名村（現・湖西市）
  - 吉津村 ← 中之郷村、吉美村、山口村、坊瀬村、古見村、鷲津村（現・湖西市）
  - 新所村 ← 新所村、岡崎村、梅田村（現・湖西市）
  - 知波田村 ← 大知波村、太田村、神座村、横山村、利木村（現・湖西市）
  - 入出村（単独村制。現・湖西市）
  - 東浜名村 ← 都筑村、駒場村、大崎村、佐久米村、引佐郡大谷村
  - 西浜名村 ← 鵺代村、釣村、日比沢村、本坂村、上尾奈村、下尾奈村、三ヶ日村、宇志村、津々崎村、岡本村、摩珂耶村、只木村、福長村、平山村
  - 村櫛村（単独村制）
  - 南庄内村 ← 協和村、和田村、庄内内山村
  - 北庄内村 ← 平松村、深萩村、呉松村、堀江村、白洲村
  - 和地村 ← 和地村、東大山村、西大山村
  - 須ノ木沢村 ← 須之木沢村、段子川村
  - 伊佐見村 ← 古人見村、伊左地村、佐浜村、大人見村
  - 神久呂村 ← 大久保村、志都呂村、神ヶ谷村
  - 雄踏村 ← 宇布見村、山崎村
  - 入野村 ← 西鴨江村、入野村、高塚村
  - 富塚村 ← 富塚村、和合村、両追分村、和地山村、浜松沢村
- 1891年（明治24年）
  - 6月12日 - 曳馬下村が曳馬村に改称。
  - 7月14日 - 須ノ木沢村が吉野村に改称。
- 1896年（明治29年）4月1日 - 郡制の施行のための静岡県下郡廃置法律により以下の変更により、敷知郡廃止。
  - 浜名郡および長上郡・敷知郡の大部分（下記2村を除く）、豊田郡の一部の区域をもって、改めて浜名郡を設置。
  - 引佐郡・麁玉郡および敷知郡の一部（東浜名村・西浜名村）の区域をもって、改めて引佐郡を設置。

## 行政
浜名・敷知・長上郡長
| 代 | 氏名       | 就任年月日                 | 退任年月日                 | 備考                 |
| -- | ---------- | -------------------------- | -------------------------- | -------------------- |
| 1  | 石原幸正   | 明治12年（1879年）3月12日  | 明治12年（1879年）3月25日  |                      |
| 2  | 小林治     | 明治12年（1879年）3月25日  | 明治13年（1880年）1月6日   |                      |
| 3  | 大塚義一郎 | 明治13年（1880年）1月6日   | 明治14年（1881年）3月11日  |                      |
| 4  | 気賀半十郎 | 明治14年（1881年）3月16日  | 明治15年（1882年）1月10日  |                      |
| 5  | 竹山謙三   | 明治15年（1882年）1月14日  | 明治16年（1883年）10月29日 |                      |
| 6  | 青沼沃     | 明治16年（1883年）10月29日 | 明治29年（1896年）4月1日   | 分割により敷知郡廃止 |